# Tahakopa
Tahakopa es un pequeño asentamiento en The Catlins, un área dentro de Southland, en la Isla Sur de Nueva Zelanda. Se encuentra a 25 kilómetros al norte de Waikawa sobre el Río Tahakopa. El 17 de febrero de 1915, Tahakopa se convirtió en el término del ramal ferroviario del Río Catlins manteniendo ese estatus hasta el cierre de la línea el 27 de febrero de 1971. Desde la apertura de la línea hasta el 12 de agosto de 1956, en la localidad había una cochera para las locomotoras. La antigua estación aún se mantiene en pie.   
- Datos: Q7675393